# Anolis bahorucoensis
Anolis bahorucoensis este o specie de șopârle din genul Anolis, familia Polychrotidae, descrisă de Mary Noble și Hassler 1933.

## Subspecii
Această specie cuprinde următoarele subspecii:
- A. b. bahorucoensis
- A. b. southerlandi